# Wolfgang Haack (Mathematiker)

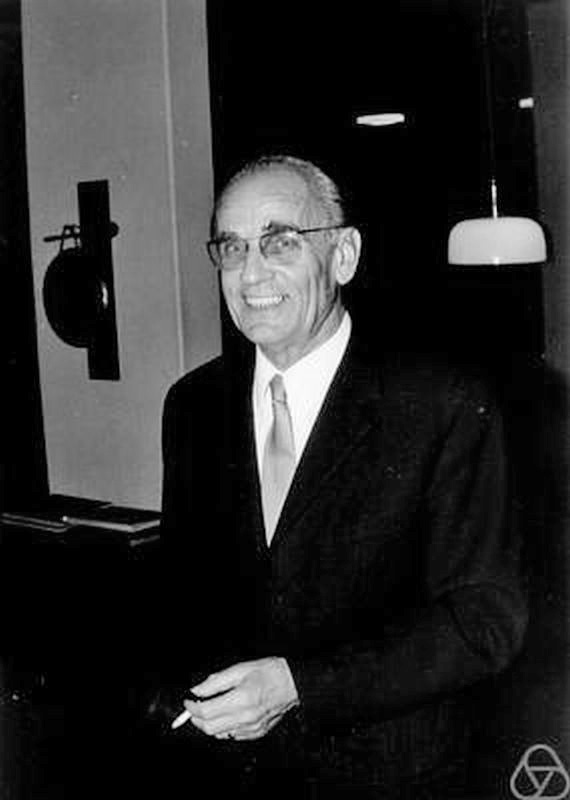
Wolfgang Haack, um 1970

Wolfgang Haack (* 24. April 1902 in Gotha; † 28. November 1994 in Berlin; vollständiger Name Wolfgang Siegfried Haack) war ein deutscher Maschinenbauer und Mathematiker.

## Leben
Wolfgang Haack studierte Maschinenbau in Hannover und Mathematik in Jena. Dort promovierte er 1926 an der Friedrich-Schiller-Universität bei Robert Haußner über das Thema Die Bestimmung von Flächen, deren geodätische Linien durch die Abbildung in die Ebene in Kegelschnitte übergehen. Nach einem kurzen Forschungsaufenthalt in Hamburg und einer Anstellung als Assistent an der TH Stuttgart habilitierte er sich  1929 an der TH Danzig mit seiner Arbeit über die „Affine Differentialgeometrie der Strahlensysteme“. Nach seinem kurzzeitigen Wechsel 1935 an die TH Berlin folgte er 1937 dem Ruf an die TH Karlsruhe. Während des Zweiten Weltkrieges war er in der Rüstungsindustrie für das Projektildesign zuständig. Deswegen konnte oder wollte er 1944 dem Ruf an die TH Berlin nicht folgen. Schließlich übernahm er 1949 als Nachfolger von Georg Hamel an der TU Berlin den Lehrstuhl für Mathematik und Mechanik. Auf sein Bestreben hin, aber auch als Anerkennung seiner Leistungen wurde für ihn 1964 der neue Lehrstuhl für Numerische Mathematik eingerichtet. Diesen  hatte er bis zu seiner Emeritierung 1968 inne. 
Wolfgang Haack wurde 1992 zum Ehrenmitglied der Gesellschaft für Angewandte Mathematik und Mechanik ernannt. 1963 war er Präsident der Deutschen Mathematiker-Vereinigung.

## Wirken

### Schnittstelle zwischen Mechanik und Mathematik
Das  Wirken von Wolfgang Haack setzt an der Schnittstelle zwischen Mathematik und Mechanik an. Sein Forschungsgebiet reicht von der Mechanik und der Differentialgeometrie über partielle Differentialgleichungen bis hin zur Numerischen Mathematik. Dabei beschäftigte er sich insbesondere sowohl mit elliptischen als auch mit hyperbolischen partiellen Differentialgleichungen erster Ordnung. Von der Differentialgeometrie kommend, waren ihm die Pfaffschen Differentialformen stets ein besonderes Anliegen. Von Haus aus Ingenieur hatte er stets die Anwendung der Mathematik im Auge, so etwa die Gasdynamik bei Überschallströmungen. Während seiner Berliner Zeit hat er ein gutes Dutzend Dissertationen betreut. Viele seiner Schüler haben den von ihm vorgezeichneten Weg in der wissenschaftlichen Forschung fortgeführt, indem sie selber eine wissenschaftliche Laufbahn einschlugen.
Im Zweiten Weltkrieg stellte der patriotisch gesinnte Haack seine Fähigkeiten in den Dienst der militärischen Forschung. Dabei fand er eine analytische Formel für den Körper mit dem geringsten Überschall-Luftwiderstand. Diese Haacksche Ogive, die die optimale Form eines Überschall-Flugkörpers darstellt, wurde 1941 von der Lilienthal-Gesellschaft veröffentlicht. Die Haacksche Ogive hat erheblich bessere aerodynamische Eigenschaften als die Tangentialogive oder selbst die Sekantogive, die nach ihren geometrischen Konstruktionsvorschriften benannt sind. Der Kriegsindustrie gelang es jedoch nicht rechtzeitig vor Kriegsende, diese Entwicklung von Haack in der Fertigung von Projektilen für Scharfschützengewehre umzusetzen.

### Pionier der Numerischen Mathematik
Der Visionär Haack erkannte frühzeitig das Potential des Computers für die wissenschaftliche und industrielle Forschung. Schon 1950 gründete er eine Arbeitsgruppe für elektronische Rechenmaschinen mit dem Ziel, dass nach Darmstadt, Göttingen und München auch für den Hochschulstandort Berlin ein elektronischer Rechner angeschafft wird. Dazu kontaktierte er Konrad Zuse. Da die Deutsche Forschungsgemeinschaft wegen der damals nicht absehbaren zukünftigen Bedeutung von Rechenmaschinen für die Finanzierung nicht aufkommen wollte, trat Wolfgang Haack zunächst als persönlich haftender Bürge für die Kaufsumme von 200.000 DM ein. Damit gelang ihm 1958 die Einrichtung des ersten Computers an der TU Berlin. Die teure und riskante Anschaffung konnte schließlich durch Spenden, vor allem aber durch die Vermietung von Rechenzeit finanziert werden.

## Ehrungen
- 1983: Verdienstkreuz 1. Klasse der Bundesrepublik Deutschland

## Werke
- Wolfgang Haack: Elementare Differentialgeometrie. Birkhäuser, Basel, Stuttgart 1955.